# Gilbert Dupuis (dramaturge)
Pour les articles homonymes, voir Gilbert Dupuis et Dupuis (homonymie).
Œuvres principales
Mon oncle Marcel qui vague vague près du métro Berri
Gilbert Dupuis,  né en 1953, est un dramaturge, comédien et metteur en scène québécois.

## Biographie
Il est diplômé du Conservatoire d'art dramatique de Montréal en 1975. il détient également une maîtrise en études littéraires de l'Université du Québec à Montréal. 
Il fonde en 1975 avec des camarades le Théâtre de Quartier où il travaille près de dix ans en tant qu'auteur, comédien, metteur en scène et animateur.

## Œuvres

### Théâtre
- Un jeu d'enfants, 1979, publié aux Éditions Québec/Amérique en 1980, écrit en collaboration avec Lise Gionet, Louis-Dominique Lavigne et Jean-Guy Leduc
- Les Transporteurs de monde, 1982, publié aux Éditions coopératives de la Mêlée en 1984
- Mon oncle Marcel qui vague vague près du métro Berri, 1983-1989, publié aux Éditions de l'Hexagone en 1990
- Smack (1984)
- La Déconfiture du docteur Croche (1984), adaptation pour la scène du roman jeunesse éponyme
- L'Histoire du bœuf qui a perdu son « B » (1988)
- Chaud Lapin (1989)
- Kushapatshikan ou la Tente tremblante (1989-1992)
- Histoire de la jeune fille qui voulait toucher aux étoiles (1992-1993)
- Le Train de minuit (1992-1993)
- Le Chapeau de plomb (1995)
- Histoires de cœur (1999)
- Les Caprices de Fred (1999)
- Complot à Bois-des-Filous (1999)
- La Vie imaginaire (2000)

### Romans
- L'Étoile noire (1996)
- Les Cendres de Correlieu (1998)
- La Chambre morte (2001)

### Littérature d'enfance et de jeunesse
- La Déconfiture du docteur Croche (1983), réédition en 2001

## Honneurs
- 1984 : Finaliste au Prix du Gouverneur général, Les Transporteurs de monde
- 1991 : Lauréat du Prix du Gouverneur général de théâtre, Mon oncle Marcel qui vague vague près du métro Berri
- 1993 : Finaliste au Prix du Gouverneur général de théâtre, Kushapatshikan ou la Tente tremblante
- 1993 : Finaliste au Prix littéraires du Journal de Montréal, Kushapatshikan ou la Tente tremblante
- 1993 : Lauréat du Prix Le Signet d'Or de Radio-Québec, Kushapatshikan ou la Tente tremblante